# Złotoryja
Złotoryja (udtale: [zwɔtɔˈrɨja]  ( hør); tysk: Goldberg; latin: Aureus Mons, Aurum)  er en by  i  den centrale del af  Voivodskabet Nedre Schlesien i det sydvestlige Polen.  Byen  har 14.656(2021) indbyggere og et areal på 11,51  km².  Den er en del af   powiatet (amt) Złotoryja.

## Geografi
Byen ligger på højre bred af Kaczawa-floden, omkring 20 km sydvest for Legnica. Mod syd strækker Kaczawskie-bjergene sig op til Krkonošekæden i Vestsudeterne.

## Historie
Złotoryja fik stadsrettigheder i 1211 og er dermed den ældste by i Polen. Siden middelalderen var den et centrum for guld- og kobberminedrift. Złotoryja blev også fremhævet blandt de smukkeste byer i Polen på grund af dets beliggenhed og arkitektoniske arv.